# Hypogées de Siponto
Les hypogées de Siponto sont un groupe d'anciens édifices funéraires souterrains situés à Siponto, une frazione de la commune de Manfredonia, dans les Pouilles, en Italie,.

## Histoire
Les hypogées de Siponto sont des grottes en partie naturelles, creusées par la mer et façonnées par l'homme. Elles ont été occupées du Néolithique jusqu'à l'Âge du fer. À l'époque romaine, elles furent transformées en lieux de sépulture.
Par la suite, les premiers chrétiens de Siponto les utilisèrent à la fois comme églises rupestres pour les premiers rites chrétiens et pour les enterrements. Les tombes ont été creusées dans le tuf et comportent des déambulatoires et des arcosoliums.
Les hypogées restèrent une nécropole jusqu'au XIIIe siècle, date à laquelle Siponto fut abandonnée pour fonder Manfredonia. Les grottes servirent alors de carrière de tuf pour construire la ville de Manfredonia, puis servirent d'abri aux animaux et aux bergers, ou parfois comme véritables habitations.

## Description

### Hypogées Capparelli

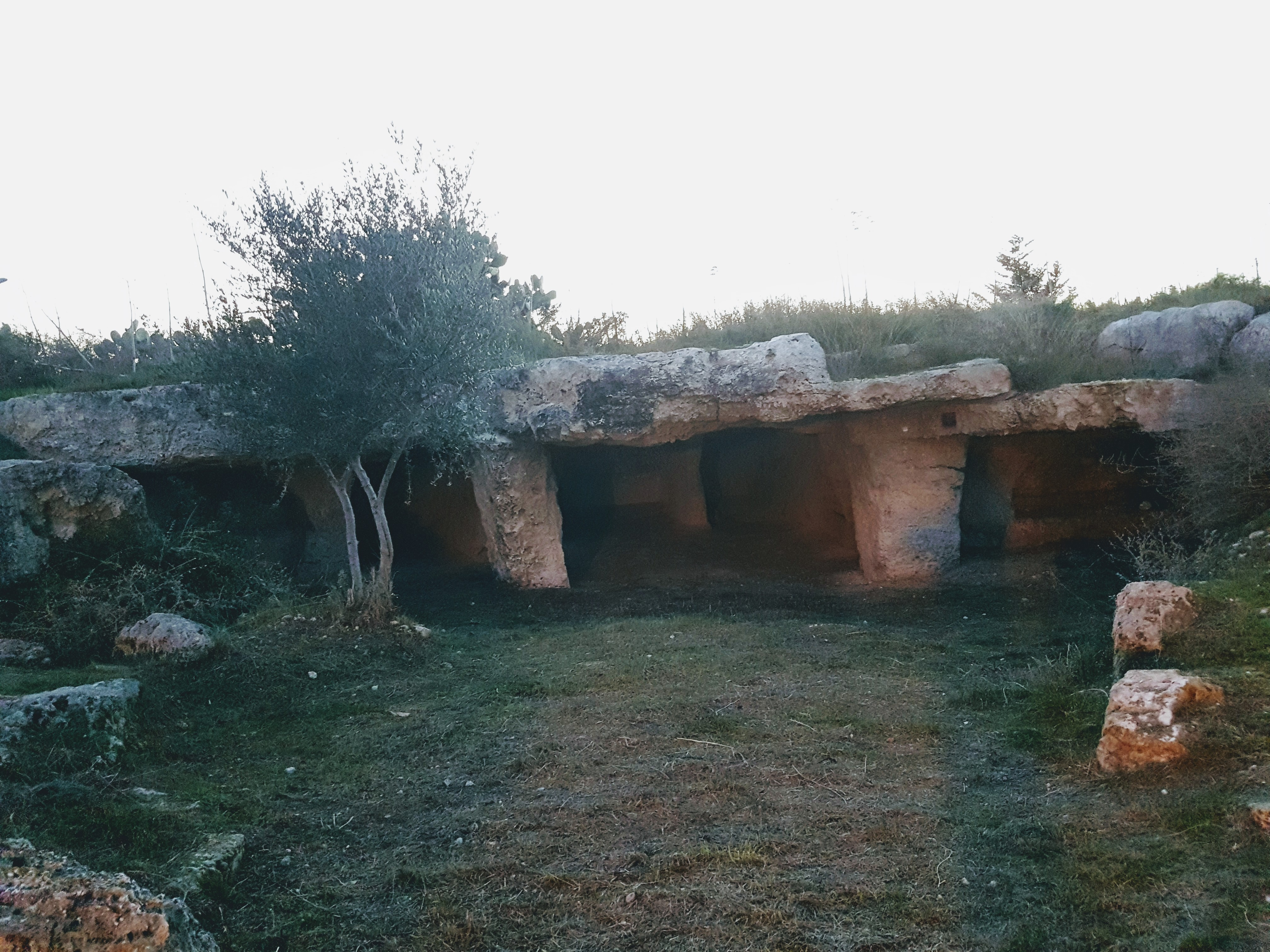
Vue extérieure.

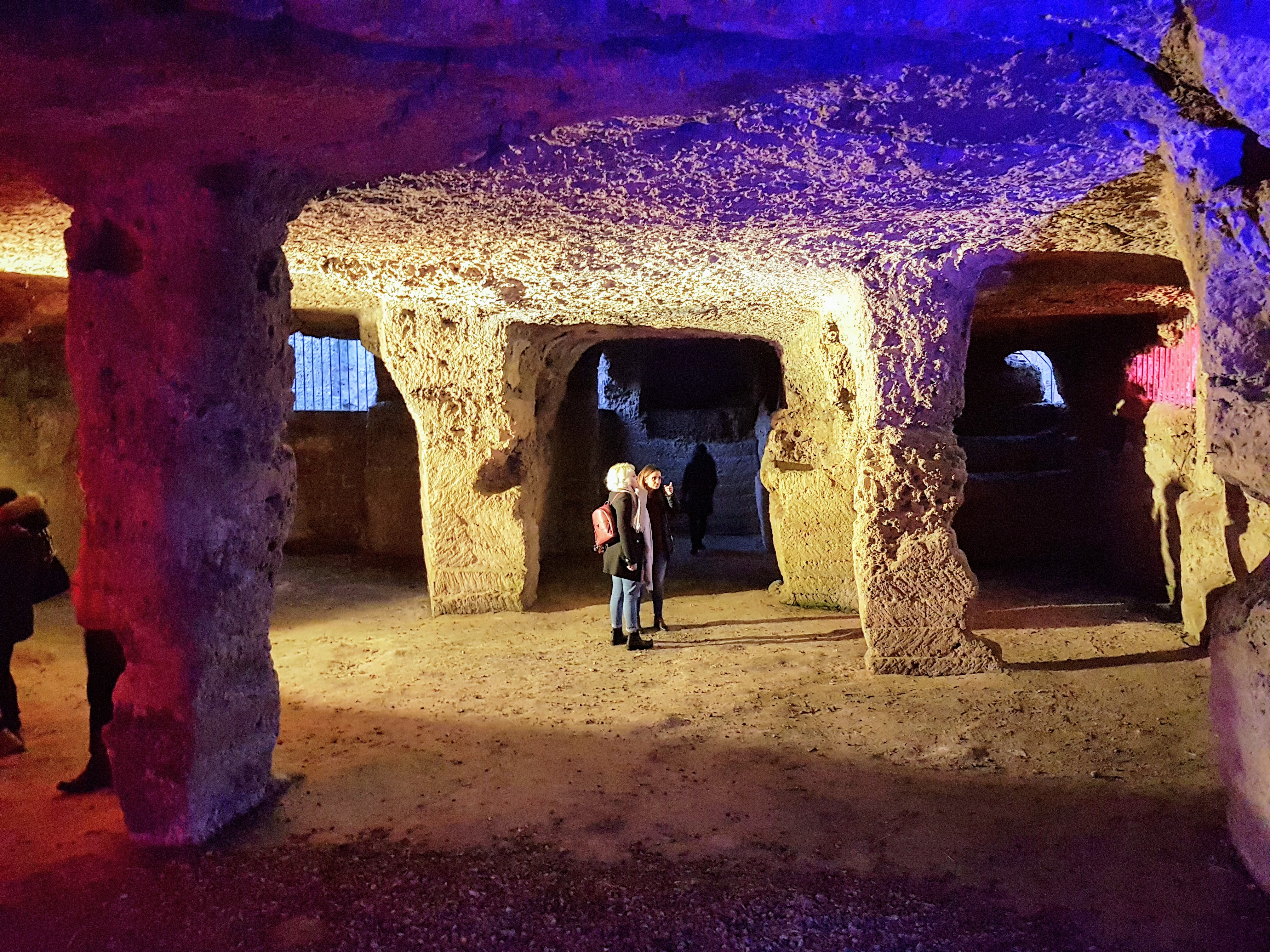
Vue intérieure.

C'est la plus grande nécropole paléochrétienne de Daunie, avec neuf hypogées dans la Masseria Capparelli. Chaque hypogée est composé de 1 à 4 déambulatoires ou vestibules divisés par de gros piliers rocheux. Les intérieurs présentent des arcosoliums (à un corps et à deux corps), qui se succèdent le long de toutes les parois, des tombeaux biloculés ou polysomes, des niches pour enfants, des niches pour lampes, des croix grecques gravées.
Au fil du temps, les destructions et les adaptations furent nombreuses, d'abord pour obtenir du tuf, puis pour obtenir des dépôts de paille, des abris pour les hommes et les animaux. Finalement, c'est devenu une décharge illégale.

### Hypogées de Santa Maria Regina

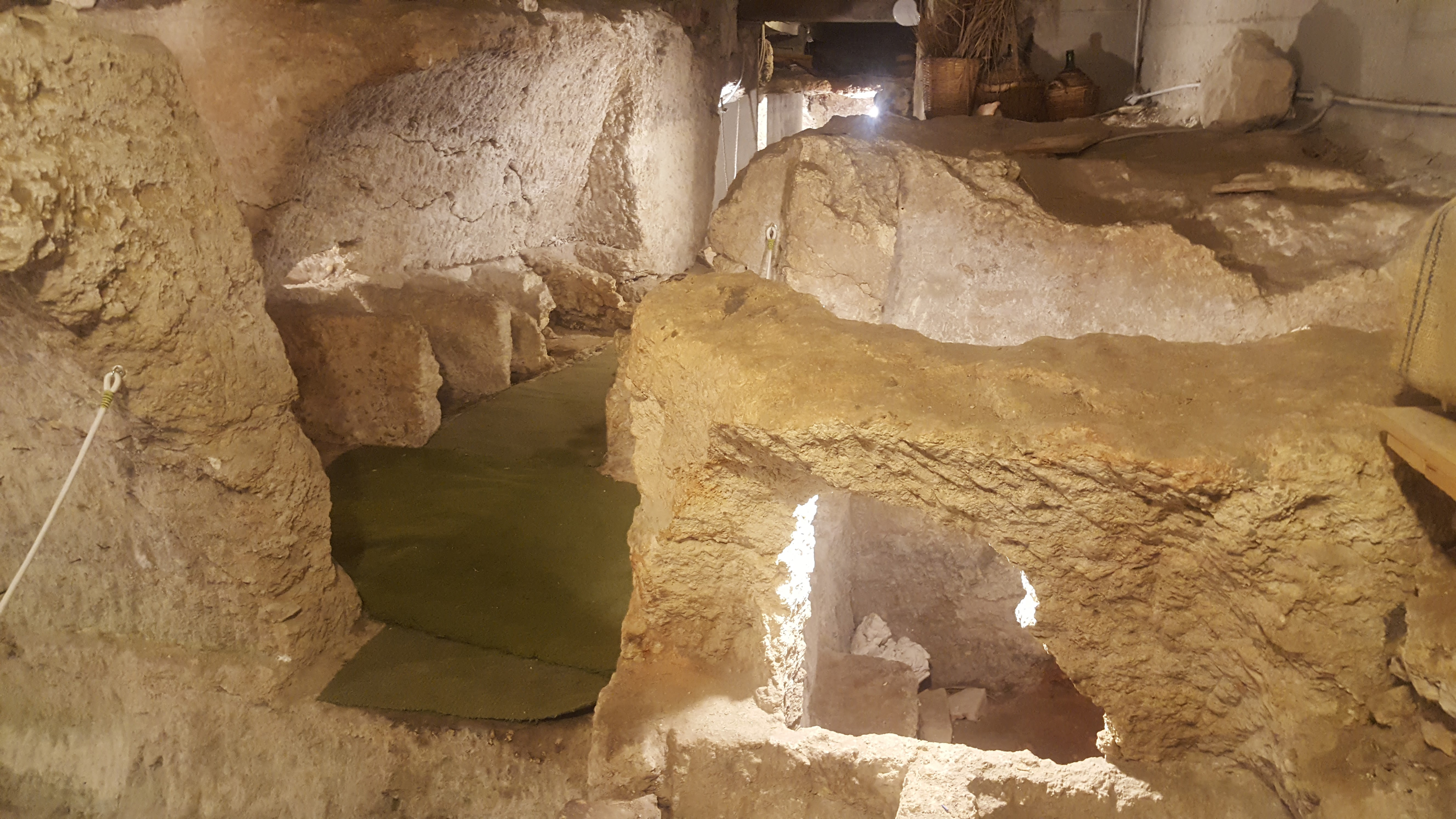
Hypogées de Santa Maria Regina.

Au-dessous de l'église moderne de Santa Maria Regina de Siponto se trouvent les hypogées de Santa Maria Regina. Ils datent du IVe au Xe siècle. Ils ont eu une période d'utilisation assez longue avec un noyau plus ancien et une expansion ultérieure.
Le premier hypogée comporte 51 niches mesurant 0,4 m de large x 0,4 m de haut x 1,70 de long. Elles montrent des traces de mortier, utilisé le long des bords des tuiles qui fermaient chaque tombe. Les restes de squelettes d'enfants et d'adultes sont rassemblés dans une niche détruite, sous un arcosolium.
On passe au deuxième hypogée par un passage obtenu en coupant la paroi rocheuse, qui a ainsi détruit les séparations centrales de nombreuses niches. Cette grotte se compose d'un déambulatoire central en forme de croix grecque, à partir duquel s'ouvrent trois arcosoliums à tombes subdivisées.

### Hypogées Scoppa

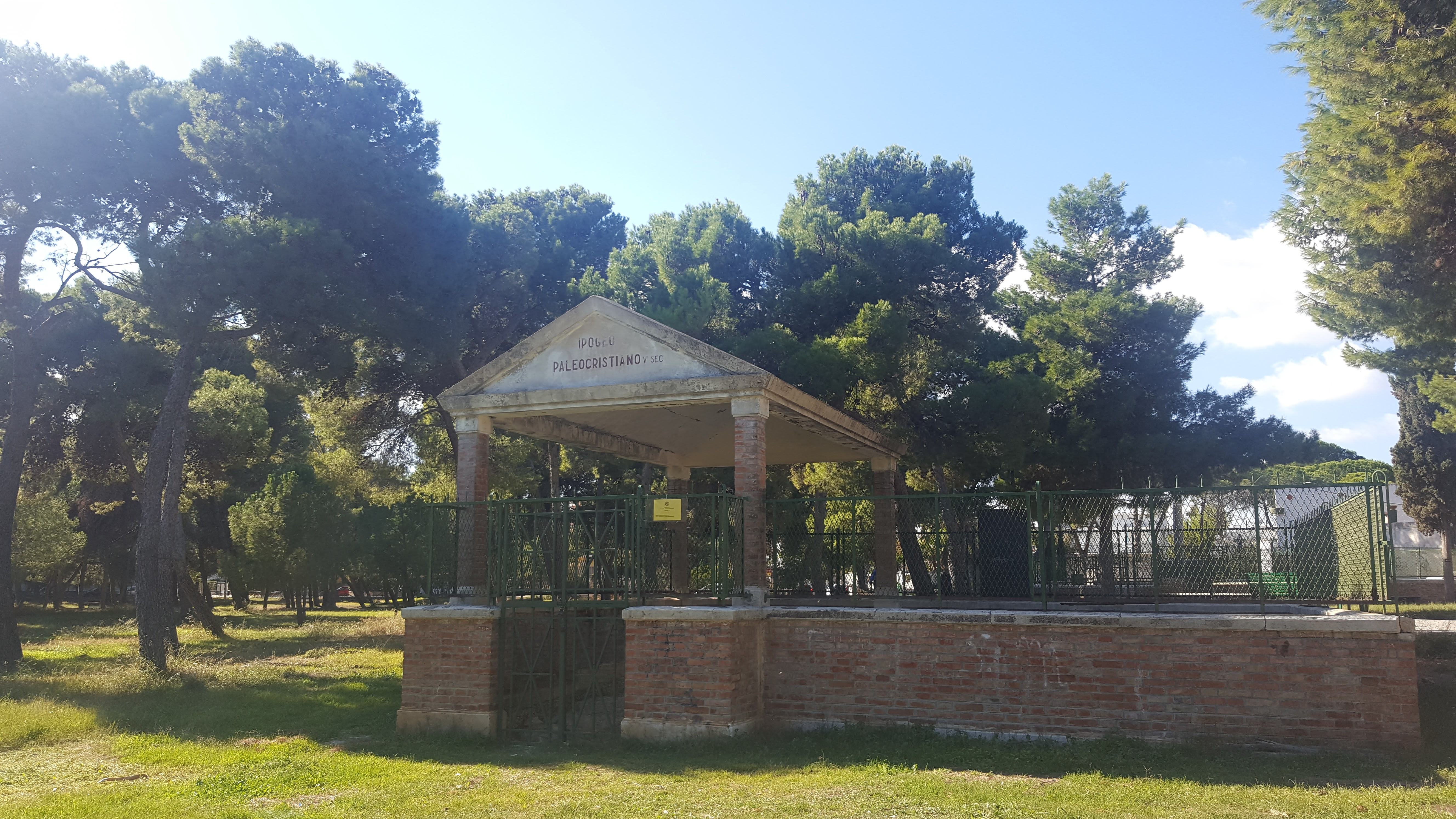
Hypogée Scoppa 2 et forêt de pins.

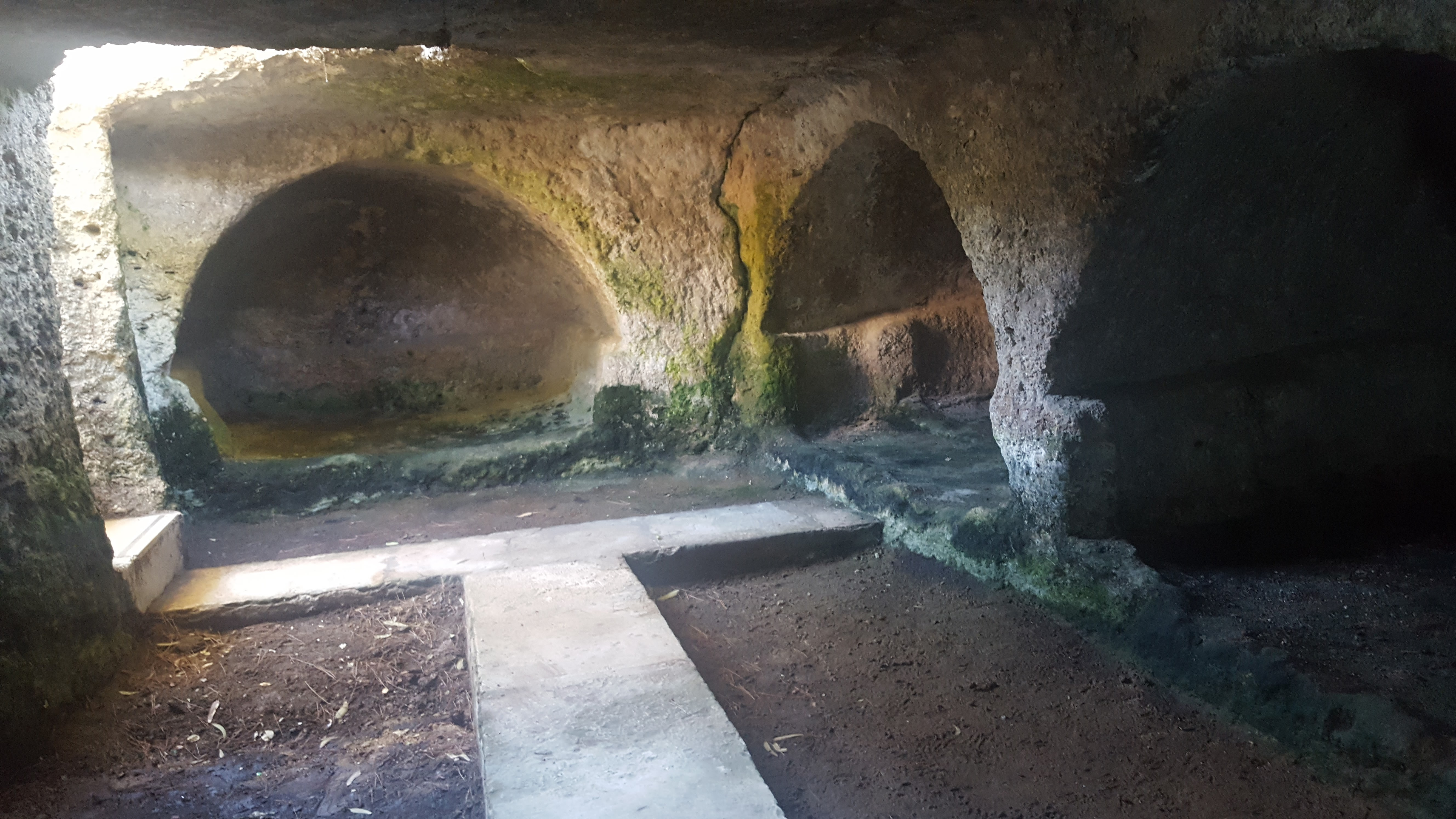
Hypogée Scoppa 2.

Ils se trouvent à proximité et à l'intérieur de la pinède de Siponto et ont été découverts en 1937, lors de travaux de remise en état.
Le premier était un édifice de culte paléochrétien du Ve siècle, dédié aux saints Étienne et Agathe, attribué à Lorenzo Maiorano (it). Sont visibles les restes de mosaïques polychromes datant des Ve et VIe siècles, les restes de colonnes, les sépultures, les restes de sarcophages détruits pour construire un canal de drainage, les couvercles de sarcophages dans un bloc lithique aquifère avec un trou pour le refroidissement. Un escalier donne accès à l'hypogée, avec quatre arcosoliums à l'intérieur de chacun desquels subsistent les empreintes de cinq sépultures. L'hypogée fut ensuite transformé en réservoir à eau.
Le deuxième hypogée a également été entièrement obtenu par le creusement de la roche calcaire. Un couloir mène à une pièce avec deux arcosoliums et 20 niches.

### Hypogées de Minonno
Dans la ferme Minonno, il y a deux hypogées à sépultures creusés dans la couche calcaire, à plan rectangulaire avec un dromos d'accès à huit marches. L'un d'eux fut utilisé d'abord comme carrière puis comme entrepôt pour les outils agricoles.